# Oenochroma infantilis
Oenochroma infantilis är en fjärilsart som beskrevs av Louis Beethoven Prout 1910. Oenochroma infantilis ingår i släktet Oenochroma och familjen mätare. Inga underarter finns listade i Catalogue of Life.